# آنا ديوب
آنا ديوب (بالإنجليزية: Anna Diop)‏ هي ممثلة أمريكية، ولدت في 6 فبراير 1988 في داكار في السنغال.

## أعمال

### أفلام
- نحن[5]

### مسلسلات
- تاييتانز

## وصلات خارجية
- آنا ديوب على موقع IMDb (الإنجليزية)
- آنا ديوب على موقع قاعدة بيانات الفيلم (الإنجليزية)